# Észak-Karolinában történt légi közlekedési balesetek listája
Az Észak-Karolinában történt légi közlekedési balesetek listája az Amerikai Egyesült Államok Észak-Karolina államában történt halálos áldozattal járó, illetve a kisebb balesetek, meghibásodások miatt történt, gyakran csak az adott légiforgalmi járművet érintő baleseteket is tartalmazza évenkénti bontásban.

## Észak-Karolinában történt légi közlekedési balesetek

### 2019
- 2019. augusztus 7., Castalia. Egy Piper PA–46-350P JetProp Conversion típusú kisrepülőgép lezuhant. A gép a floridai Naplesből tartott a marylandi Eastonba. A gép fedélzetén utazó 4 fő életét vesztette a balesetben.[1]